# Günther Dahms
Günther Dahms (* 1946/1947) ist ein deutscher Unternehmer. Er war Gesellschafter des Betreibers des Radsportteams Team Coast.

## Leben
Dahms, der eine Lehre als Radio- und Fernsehtechniker durchlief, baute das 1984 von ihm in Essen gegründete Bekleidungsunternehmen Coast mit 16 Zweigstellen in Nordrhein-Westfalen auf, welches Anfang der 2000er Jahre einen Umsatz von 50 Millionen Euro verbuchte. In den frühen 1990er Jahren förderte er die Rennsportkarriere von Michael Schumacher (damals in der Formel 3) als Geldgeber. Im Jahr 2000 wurde Dahms für seine unternehmerische Tätigkeit mit dem Europäischen Wirtschaftspreis „Milestone“ ausgezeichnet.
Ab 1997 brachte sich Dahms, der sich selbst als „Radsport-Verrückten“ bezeichnete, als Geldgeber der damals im Amateurbereich fahrenden Mannschaft ein, die ab 1999 im Berufsradsport erst Leonardo Coast und später Team Coast hieß. Unter Dahms’ Leitung als Gesellschafter des Betreibers Radsport-Service-Marketing GmbH wurde aus Coast eine Mannschaft der höchsten UCI-Kategorie und überholte in der Weltrangliste den lange die Szene in Deutschland bestimmenden Rennstall Team Telekom. Eigener Aussage nach flossen zeitweise acht bis zehn Prozent des Umsatzes, den Dahms’ Bekleidungsunternehmen erwirtschaftete, in den Radsport.
2002 holte Dahms den ehemaligen Sprinter Marcel Wüst als Manager zu Coast und übernahm weiteres Personal und Infrastruktur des aufgelösten Rennstalls Festina. Zur Rennsaison 2003 verpflichtete Dahms Jan Ullrich und verband mit diesem Schachzug den Traum, die Tour de France zu gewinnen. Im Frühjahr 2003 wurde Dahms’ Mannschaft erst von der UCI gesperrt, im Mai 2003 nach einem Insolvenzantrag dann abgewickelt, der Großteil der Mannschaft ging im kurzfristig gegründeten Nachfolgerennstall Bianchi auf.
Ende September 2004 verurteilte das Landgericht Duisburg Dahms zu seiner Zahlung an Jan Ullrich in Höhe von rund 1,6 Millionen Euro. Ullrich hatte ausgebliebene Honorarzahlungen und Schadensersatz geltend gemacht, letztlich aber auf einen Großteil des Betrags verzichtet. Das Oberlandesgericht Düsseldorf entschied im November 2008, dass Dahms Ullrich zudem ausgebliebene Gehaltszahlungen aus dem Jahr 2003 zahlen musste. Die Summe belief sich auf 340.000 Euro zuzüglich Zinsen.